# Centrochthonius koslovi
Centrochthonius koslovi es una especie de arácnido  del orden
Pseudoscorpionida de la familia Chthoniidae.

## Distribución geográfica
Se encuentra en el Tíbet India y
Nepal.